# Embalse de Sau
El embalse de Sau es una gran infraestructura hidráulica española construida en el río Ter, situada en el municipio de Vilanova de Sau, al pie del macizo de las Guillerías, en la comarca de Osona, provincia de Barcelona, Cataluña. 

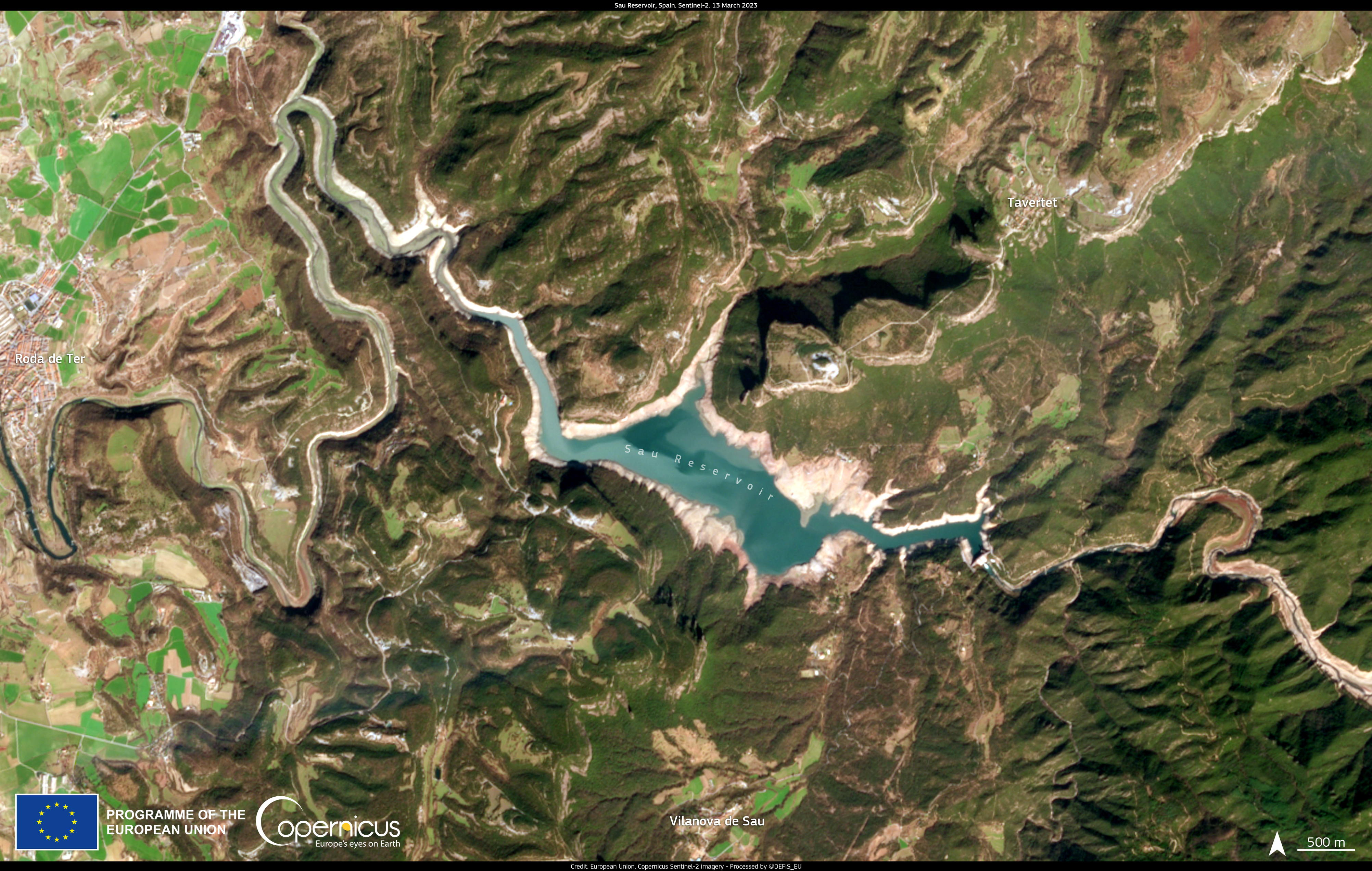
El bajo nivel de agua del embalse de Sar es visible en esta imagen, adquirida por uno de los satélites Sentinel-2 de Copernicus el 13 de marzo de 2023.

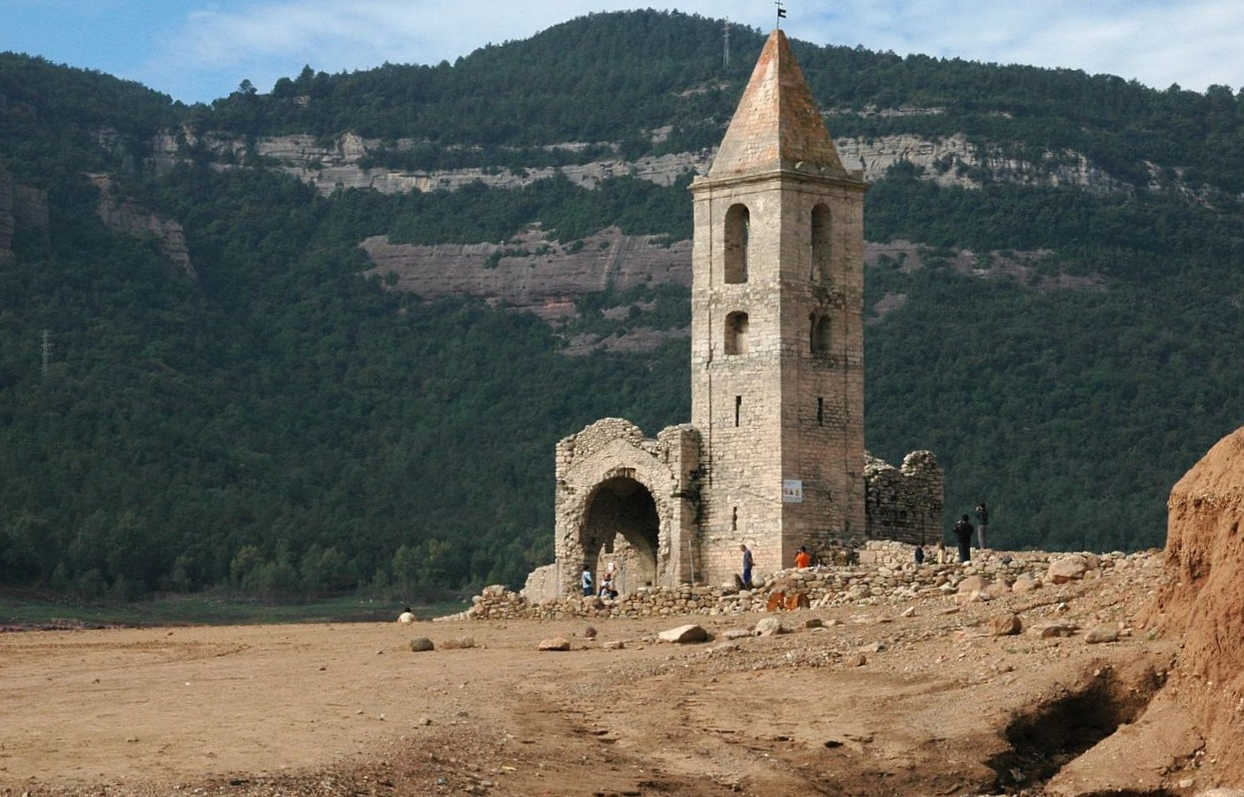
Restos de la antigua iglesia de San Román de Sau.

Forma parte de un sistema de tres embalses, junto a los de Susqueda y Pasteral, que une las comarcas de Osona y de La Selva. El pantano, inaugurado en 1962, cubrió el pueblo de San Román de Sau, los restos del cual, especialmente del campanario del templo, son visibles cuando el nivel del agua es bajo e, incluso, en épocas de sequía prolongada, el pueblo queda al descubierto y es posible visitarlo.
El embalse de Sau, tiene una capacidad de 165 hm³ y genera una mejora del sistema de regulación del río Ter, junto con los embalses de Susqueda y el Pasteral. El objetivo de este embalse es abastecer de agua las zonas de Barcelona y su área metropolitana, Gerona y poblaciones de la Costa Brava, riegos del Ter y el aprovechamiento hidroeléctrico. En el embalse está permitido realizar algunas actividades recreativas. 
La iglesia del pantano de Sau, está registrada como la más antigua del mundo que se conserva de pie dentro del agua. Lo confirma un estudio impulsado por la entidad internacional de registros de récords mundiales Official World Record con la colaboración de un grupo de investigación de la Universidad de Barcelona en el año 2021.
En 1962, se construyó el pantano que cubrió toda la población, incluida la iglesia.

### Sequía de 2023
Tras tres años consecutivos con déficit récord de precipitaciones, la sequía afectó gravemente a la región de Cataluña, en el noreste de España. Las imágenes satelitales capturadas por la Administración Nacional de Aeronáutica y el Espacio (NASA) mostraron que el Embalse de Sau, uno de los más grandes de la región, llegó a su mínimo de agua en marzo de 2024.
Según el Servicio Meteorológico de Cataluña, el año 2023 fue el segundo año más seco en 110 años. Este hecho solo fue superado, precisamente, por el año 2022, lo que provocó una situación límite. La agencia meteorológica describió la sequía como la “peor jamás registrada” ya que la región ha recibido la menor cantidad de lluvia desde 1914 en los últimos tres años. 
Esta situación se revirtió en 2025. El mes de marzo de ese año fue el más lluvioso de los últimos 105 años, lo que tuvo como consecuencia que el pantano llegara al 70% de su capacidad.